# 土柱高越県立自然公園
土柱高越県立自然公園（どちゅうこうつ けんりつしぜんこうえん）は、徳島県が指定する県立自然公園である。国の天然記念物に指定されている阿波の土柱一帯をはじめ、「阿波の富士」の愛称を持つ高越山一帯を含んでいる。

## 主な史跡・観光地
| 名所           | 位置                             | 備考                                                 |
| -------------- | -------------------------------- | ---------------------------------------------------- |
| 阿波の土柱     | 阿波市阿波町桜ノ岡（旧阿波郡）   | 国の天然記念物、四国八十八景7番                      |
| 高越山         | 吉野川市山川町（旧麻植郡）       | 「阿波の富士」と呼ばれる標高1,133mの山               |
| 高越寺         | 吉野川市山川町（旧麻植郡）       | 高越山の山頂に位置する寺院                           |
| 船窪つつじ公園 | 吉野川市山川町奥野井（旧麻植郡） | 高越山の南尾根側、標高1,050mの位置にあるツツジの公園 |

## 周遊指定地
かつて、周遊券が存在していた頃土柱は周遊指定地であったが、徳島バスの撤退のため指定地接続線がなくなり(1993年)、周遊指定地としては休眠状態となった。

## 関連自治体
- 阿波市
- 吉野川市
- 美馬市